# Kvinnorna kring kungen
Kvinnorna kring kungen (engelska: The Private Life of Henry VIII) är en brittisk långfilm från 1933 i regi av Alexander Korda, med Charles Laughton, Robert Donat, Franklin Dyall och Miles Mander i rollerna. Filmen nominerades till en Oscar i kategorin Bästa film, som den första brittiska film som nominerats i den kategorin.

## Rollista
| Charles Laughton | – Henrik VIII               |
| Robert Donat     | – Thomas Culpeper           |
| Franklin Dyall   | – Thomas Cromwell           |
| Miles Mander     | – Wriothesley               |
| Laurence Hanray  | – Ärkebiskop Thomas Cranmer |
| Merle Oberon     | – Anne Boleyn               |
| Wendy Barrie     | – Jane Seymour              |
| Elsa Lanchester  | – Anna av Kleve             |
| Binnie Barnes    | – Katarina Howard           |